# Wiktor Iwanienko
Wiktor Walentinowicz Iwanienko (ros. Ви́ктор Валенти́нович Иване́нко, ur. 19 września 1947 we wsi Kolcowka w obwodzie tiumeńskim, zm. 1 stycznia 2023 w Moskwie) – szef KGB RFSRR (1991), generał major.

## Życiorys
Po ukończeniu 1970 Instytutu Industrialnego w Tiumeni wstąpił do KGB, skończył Wyższe Kursy KGB, pracował w Zarządzie KGB obwodu tiumeńskiego jako pełnomocnik operacyjny i szef oddziału. Do 1986 zastępca szefa Zarządu KGB obwodu tiumeńskiego, później starszy inspektor Zarządu Inspektorskiego KGB ZSRR, szef Wydziału 3 tego zarządu, od 1990 do kwietnia 1991 zastępca szefa Zarządu Inspektorskiego KGB ZSRR. Od 5 maja do 11 września 1991 członek Kolegium KGB ZSRR, od 5 maja do 26 listopada 1991 przewodniczący KGB RFSRR, następnie dyrektor generalny Agencji Bezpieczeństwa Federalnego Federacji Rosyjskiej, generał major FSB. Od 1993 pracownik Komisji Naftowej Jukos, gdzie był wiceprezydentem i zastępcą przewodniczącego zarządu, od października 1998 do października 1999 doradca ministra Rosji ds. podatków i zbiórek, od stycznia 2000 do 2004 wiceprezydent Funduszu Rozwoju Parlamentaryzmu w Rosji. Odznaczony Orderem Czerwonej Gwiazdy i 6 medalami.